# Black Arrows
«Чёрные Стрелы» (англ. Black Arrows) — авиационная пилотажная группа Королевских военно-воздушных сил Великобритании, сформированная в 1956 году на авиабазе Северный Уилд. Группа является предшественницей современных «Красных Стрел». Стала первой официальной пилотажной группой Королевских ВВС. Образована на базе 111-й эскадрильи британских ВВС.
Самолёты были выкрашены полностью в чёрный цвет. Группа впервые летала строем из пяти самолётов, и изюминкой их выступления была одновременная посадка всей пятёрки. В 1957 году на авиасалоне в Фарнборо «Чёрные Стрелы» выступали уже в составе девяти самолётов. Они произвели тогда подлинную сенсацию, выполнив «мертвую петлю» и «бочку» сразу всей девяткой. Новые маневры и новые составы строя появлялись каждый год. В 1958 году появился так называемый «взрыв бомбы», когда самолёты распускались при выполнении петли в самой верхней точке, а также прерывистый дымовой след и роспуск в различных направлениях. В историю вошёл как непревзойденный до сих пор рекорд «Черных Стрел», когда они выполнили «бочку» и «мертвую петлю» в составе 22 истребителей «Хантер». Это произошло в 1958 году также на авиасалоне в Фарнборо.